# José Luis Barceló Rodríguez
José Luis Rodríguez Barceló (Elx, 1935-1994) fou un advocat, filòleg i polític valencià.

## Trajectòria
Llicenciat en filologia anglesa i en dret, fou delegat a Elx de l'Associació d'Advocats Joves i un dels promotors des de 1975 del Partit Demòcrata Popular, amb el qual participà tant a la Taula Democràtica del País Valencià com al Consell Democràtic del País Valencià, i fins i tot fou multat per les autoritats per la seva participà en un acte de l'oposició antifranquista a l'estadi d'Altabix.
Es va integrar en la UCD, amb el qual fou elegit diputat per la província d'Alacant a les eleccions generals espanyoles de 1977. Formà part de l'Assemblea de Parlamentaris del País Valencià i del Consell del País Valencià, presidit per Josep Lluís Albinyana, i fou conseller d'educació preautonòmic d'abril de 1978 a juny de 1979. Des del seu càrrec lluità per la recuperació de les senyes d'identitats valencianes i impulsà el pla experimental de l'ensenyament del valencià. Dimití per problemes amb la direcció del seu propi partit per la seva defensa del valencià i abandonà la política.
Posteriorment ingressà a Acció Cultural del País Valencià (ACPV) i fou president de la Fundació Jaume Roig d'Elx. A les eleccions generals espanyoles de 1986 va donar suport la candidatura d'Unitat del Poble Valencià (UPV).